# Caichinque
Der Caichinque ist ein aktiver Vulkankomplex in der Anden-Westkordillere bei San Pedro de Atacama in Nord-Chile. 

## Beschreibung
Der Caichinque besteht aus einem Konglomerat von Stratokegeln (Alter: Pleistozän bis Holozän), die sich über einer Basis aus rhyodazitische Ignimbriten (Alter: Pliozän) erheben.
Mit einer Gipfelhöhe von 4454 m ist er der niedrigste der aktiven Vulkane in den Zentralanden Chiles. Er wird umgeben von den Salaren Aguas Calientes III im Nordosten, Talar im Südosten und Capur im Westen, die ihn weitestgehend von den umliegenden Bergen isolieren. Der dunkle, meist schneefreie Berg erhebt sich bis um die 600 Meter über die angrenzenden hellen Salare.
Unter den 90 in Chile aktiven Vulkanen gehört er zu den am wenigsten aktiven und gefährdenden. In den letzten 5000 Jahren hat es keinen Ausbruch gegeben.
Der Name Caichinque stammt aus dem Quechua und bedeutet so viel wie „verloren sein“ (kay= sein oder sich befinden und chinkay= sich verlieren oder verirren).